# 126748 Mariegerbet
126748 Mariegerbet è un asteroide della fascia principale. Scoperto nel 2002, presenta un'orbita caratterizzata da un semiasse maggiore pari a 2,9240417 UA e da un'eccentricità di 0,0445824, inclinata di 1,14134° rispetto all'eclittica.